# Macromidia kelloggi
Macromidia kelloggi là loài chuồn chuồn trong họ Synthemistidae. Loài này được Asahina mô tả khoa học đầu tiên năm 1978.